# Гамлін (переписна місцевість, Нью-Йорк)
Гамлін (англ. Hamlin) — переписна місцевість (CDP) в США, в окрузі Монро штату Нью-Йорк. Населення — 5177 осіб (2020).

## Географія
Гамлін розташований за координатами 43°18′8″ пн. ш. 77°55′18″ зх. д. / 43.30222° пн. ш. 77.92167° зх. д. (43.302326, -77.921794).  За даними Бюро перепису населення США в 2010 році переписна місцевість мала площу 19,97 км², уся площа — суходіл.

## Демографія
Згідно з переписом 2010 року, у переписній місцевості мешкала 5521 особа в 2057 домогосподарствах у складі 1478 родин. Густота населення становила 276 осіб/км².  Було 2132 помешкання (107/км²).
Расовий склад населення:
| - 94,9 % — білих - 1,2 % — чорних або афроамериканців - 0,5 % — корінних американців - 0,4 % — азіатів |

До двох чи більше рас належало 2,2 %. Частка іспаномовних становила 3,2 % від усіх жителів.
За віковим діапазоном населення розподілялося таким чином: 26,3 % — особи молодші 18 років, 64,9 % — особи у віці 18—64 років, 8,8 % — особи у віці 65 років та старші. Медіана віку мешканця становила 37,1 року. На 100 осіб жіночої статі у переписній місцевості припадало 97,5 чоловіків;  на 100 жінок у віці від 18 років та старших — 95,2 чоловіків також старших 18 років.
Середній дохід на одне домашнє господарство  становив 58 744 долари США (медіана — 54 327), а середній дохід на одну сім'ю — 65 256 доларів (медіана — 61 847). Медіана доходів становила 45 245 доларів для чоловіків та 32 464 долари для жінок. За межею бідності перебувало 12,1 % осіб, у тому числі 16,5 % дітей у віці до 18 років та 5,3 % осіб у віці 65 років та старших.
Цивільне працевлаштоване населення становило 2734 особи. Основні галузі зайнятості: освіта, охорона здоров'я та соціальна допомога — 31,0 %, виробництво — 16,1 %, роздрібна торгівля — 14,4 %.